# Platysoma gibbum
Platysoma gibbum är en skalbaggsart som beskrevs av Heinrich Bickhardt 1920. Platysoma gibbum ingår i släktet Platysoma och familjen stumpbaggar. Inga underarter finns listade i Catalogue of Life.